# Tour della nazionale maschile di rugby a 15 della Nuova Zelanda 2022
A fine anno 2022 la nazionale neozelandese di rugby allenata da Ian Foster affrontò un tour nelle Isole britanniche, con un preludio a Tokyo per un test match con il Giappone.
I tre test match in Gran Bretagna furono nell'ordine contro il Galles a Cardiff, la Scozia a Edimburgo e l'Inghilterra a Londra nei primi tre fine settimana di novembre; ad essi si aggiunse anche il classico incontro non internazionale contro i Barbarians, nell'occasione allenati dal neozelandese Scott Robertson.

## Iltour
L'incontro di Tokyo fu molto combattuto: a un inizio fulmineo degli All Blacks risposero i giapponesi con due mete e un calcio con cui chiusero il primo tempo in svantaggio di soli 4 punti, 17-21; nella ripresa alla meta di Clarke rispose il nipponico (ma neozelandese di nascita) Dearns per il 24-28, ma la maggiore esperienza dei neozelandesi mandò in meta Sotutu per allungare il vantaggio a +11; tuttavia ancora i Sakura andavano a meta a due minuti dalla fine tenendo il punteggio sotto il break, 31-35, ma un piazzato a tempo scaduto fissava il risultato a 38-31 per gli uomini in tenuta tutta nera.
Diverso l'atteggiamento a Cardiff dove i visitatori erano attesi da un Galles che non li batte dal 1953 e al quale avevano inflitto in venticinque occasioni da allora almeno 15 punti di scarto; i Dragoni, in effetti, si erano resi protagonisti di un primo tempo coraggioso, grazie a Dyer che aveva tentato di opporsi alle mete di Taylor e Jordie Barrett (due per lui) e chiudendo all'intervallo sotto di soli nove punti, 13-22; invero, ancora al 53', i gallesi erano sotto di soli sei punti, 23-29, ma negli ultimi 25 minuti di gioco i nezolendesi misero a segno 26 punti (4 mete) che scavarono il solco tra le due squadre fissando il risultato sul 55-23.
Il copione di Edimburgo sembrò ricalcare in parte quello di Tokyo, con un inizio nettamente di marca All Blacks e ritorno degli avversari: in effetti una certa leggerezza d'impatto della Scozia sulla partita causò una partenza-razzo degli ospiti, portatisi sul 14-0 in nemmeno dieci minuti di gioco.
La Scozia ritrovò la bussola grazie a una meta tecnica per fallo su Stuart Hogg e, pochi minuti dopo, un'altra marcatura di Darcy Graham che valse il pareggio; Finn Russell aggiunse altri 9 punti al piede per un punteggio che, a 17 minuti dalla fine, vedeva gli All Blacks inseguire per 14-23; prima una punizione di Jordie Barrett, poi una meta di suo fratello Scott portarono avanti i neozelandesi 24-23; la Scozia nel finale cercò in tutti i modi di riportarsi avanti e di riuscire a vincere per la prima volta i Tuttineri per la prima volta in 117 anni, ma Mark Telea a quattro minuti dalla fine mise a terra la meta che dava il +8 alla Nuova Zelanda e la trentesima vittoria in trentadue confronti con la Scozia (miglior risultato per i britannici, due pareggi).
L'incontro con i Barbarians, in cui era in palio la Killik Cup, fu disputato sostanzialmente dalle seconde linee neozelandesi e fu un'esibizione di rugby-spettacolo nello stadio calcistico del Tottenham Hotspur davanti a circa 35000 spettatori: la squadra britannica a inviti schierava una multinazionale composta da elementi argentini, francesi, inglesi, sudafricani e persino qualche neozelandese agli ordini dell'ex All Black Scott Robertson assistito dall'irlandese Ronan O'Gara, con cinque mete per parte e di fatto deciso solo dalla precisione nelle trasformazioni, cinque su cinque per i Barbarians e tre su cinque per il XV neozelandese.
Intenso e spettacolare fu il test match di Twickenham contro gli inglesi, benché terminato senza né vincitori né vinti sebbene la squadra di Eddie Jones avesse seriamente corso il rischio di una severa sconfitta interna quando gli All Blacks si trovavano ancora a +19 a otto minuti dalla fine.
Come a Edimburgo, All Blacks subito avanti con un avvio fulminante, due mete in nove minuti, cui rispondeva solo Owen Farrell con un piazzato nel primo tempo.
Nel secondo, sotto di 3-17 all'intervallo, l'Inghilterra subiva ulteriori 8 punti, frutto di un calcio di Jordie Barrett e la meta di Rieko Ioane nei primi minuti della ripresa, cui rispondeva solo un piazzato di Marcus Smith.
A otto minuti dalla fine il tabellino registrava sei punti per gli inglesi e venticinque per gli All Blacks, ma Will Stuart accorciò le distanze e, due minuti dopo, il suo quasi omonimo Freddie Steward riportò l'Inghilterra a distanza di break 18-25.
A un minuto dalla fine di nuovo Stuart andò a meta e il piede di Smith, trasformando, portò l'incontro sul 25 pari; la partita terminò su un fallo laterale a tempo scaduto con i padroni di casa paghi del risultato.

## Risultati

### Itest match
| Arbitro: | Nika Amashukeli |

|                                               |      |                                                         |
| Yamasawa 37’ Nagare 40’ Dearns 56’ Kimeno 79’ | mt   | 11’ Retallick 26’ Ennor 32’ Reece 42’ Clarke 61’ Sotutu |
| Yamasawa 37’, 40’ Lee 56’, 79’                | tr   | 11’, 26’, 32’, 42’, 61’ Mo’unga                         |
| Yamasawa 19’                                  | c.p. | 80+3’ Mo’unga                                           |

| Arbitro: | Wayne Barnes |

|                        |      |                                                                                        |
| Dyer 25’ Tipuric 49’   | mt   | 11’, 19’ C. Taylor 34’, 77’ J. Barrett 46’, 53’ A. Smith 65’ A. Savea 80+2’ Taukei’aho |
| Anscombe 25’, 49’      | tr   | 11’, 19’, 46’, 53’ Mo’unga 77’, 80+2’ B. Barrett                                       |
| Anscombe 31’, 41’, 45’ | c.p. | 4’ Mo’unga                                                                             |

| Arbitro: | Frank Murphy |

|                           |      |                                            |
| tecnica 12’ D. Graham 14’ | mt   | 3’ Taukei’aho 7’, 75’ Telea 66’ S. Barrett |
| Russell 14’               | tr   | 3’, 7’, 66’, 75’ J. Barrett                |
| Russell 31’, 43’, 54’     | c.p. | 63’ J. Barrett                             |

| Arbitro: | Nic Berry |

|                             |      |                                       |
| Stuart 72’, 79’ Steward 74’ | mt   | 4’ Papali’i 9’ C. Taylor 50’ R. Ioane |
| M. Smith 74’, 79’           | tr   | 4’, 9’ J. Barrett                     |
| O. Farrell 25’ M. Smith 42’ | c.p. | 42’ J. Barrett                        |

### L'incontro con i Barbarians
| Arbitro: | Luke Pearce |

|                                                              |    |                                                              |
| Mercer 15’ Tagitagivalu 30’ Marchant 36’ Thomas 51’ Webb 59’ | mt | 5’ Heem 10’ Dickson 34’ Nankivell 45’ Stevenson 72’ Sullivan |
| Hastoy 15’, 30’, 36’, 51’, 55’                               | tr | 34’, 45’, 72’ McKenzie                                       |